# Sopravvivere coi lupi (romanzo)
Sopravvivere coi lupi è un libro scritto da Misha Defonseca,  pseudonimo di Monique De Wael. Dal romanzo è stato tratto nel 2007 l'omonimo film, Sopravvivere coi lupi per la regia e la sceneggiatura di Véra Belmont e con Mathilde Goffart nel ruolo della giovane Misha.

Sopravvivere con i lupi è un libro che racconta l'infanzia inventata dell'autrice ed in particolare l'avventura che avrebbe vissuto durante la seconda guerra mondiale.

## Trama
Figlia di due ebrei belgi, all'età di sette anni, quando i genitori vengono arrestati e deportati in Germania, viene affidata ad una facoltosa famiglia, che però non l'accetterà mai come una vera figlia. L'unica persona che le vuole veramente bene è un anziano parente della famiglia affidataria che lei chiama nonno e i cui insegnamenti l'accompagneranno per tutto il racconto. Il suo pensiero fisso è quello di scappare per andare in Germania a cercare i suoi genitori e il libro è incentrato proprio sul viaggio di questa ragazzina di appena otto anni in Europa in piena seconda guerra mondiale.
La protagonista del libro non conosce neppure il suo vero nome, perché i suoi genitori glielo hanno tenuto nascosto per proteggerla dalle leggi razziali contro gli ebrei e questo le impedirà di poter fare ricerche sui genitori una volta adulta. All'età di otto anni Misha, parte per un lungo viaggio che la porterà in mezza Europa e che durerà ben quattro anni: dal 1941 al 1945.
Dal Belgio giunge in Germania, da qui passa in Polonia e quindi in Russia, decide poi di tornare nel suo Paese attraversando la Romania, la Jugoslavia, l'Italia e la Francia. Le situazioni che deve affrontare durante questo viaggio sono particolarmente dure e sembra impossibile che una bambina di otto anni sia riuscita a superare le terribili prove che vengono narrate nel libro.
Per sopravvivere è costretta a rubare, perfino ad uccidere e a vivere in modo selvaggio lontana dai centri abitati, sviluppando così un sentimento di diffidenza verso gli uomini e di contro una spiccata familiarità nei confronti degli animali e in particolare dei lupi. È proprio con una coppia di lupi che ricrea, per un breve periodo, un rapporto simile a quello avuto in passato con i propri genitori. Purtroppo i lupi vengono uccisi dagli uomini e questo accresce in lei l'odio e il rancore verso gli umani e il suo sentirsi più vicina agli animali che agli uomini. Ciò che vede nel ghetto di Varsavia la sconvolge profondamente: non riesce a farsi una ragione delle atrocità commesse dall'uomo verso i suoi simili e dalla passività e indifferenza di interi popoli di fronte alla tragedia dell'Olocausto.
La fuga dal ghetto e la disperata corsa verso la libertà la fa convincere che qualsiasi sofferenza è da preferirsi alla rassegnazione che aveva osservato in molti abitanti del ghetto. Dopo un altro periodo sereno trascorso con un branco di lupi la protagonista si riconcilia momentaneamente con gli uomini grazie all'incontro con Misha, capo di un gruppo di partigiani russi, dai quali viene accolta senza riserve. Convinta di poter ritrovare i propri genitori in Belgio inizia il viaggio di ritorno in patria e in questa fase del viaggio il clima è molto più sereno e disteso in quanto la guerra sta finendo e i vari popoli riconquistano la libertà perduta durante l'occupazione tedesca. La stessa autrice si stupisce di essere sopravvissuta ai tanti pericoli che ha incontrato e forse ciò è stato possibile solamente grazie al forte desiderio di rivedere i suoi genitori, ad una grossa dose di fortuna e di volontà di vivere ed infine alla grande voglia di libertà che può essere apprezzata pienamente solo da chi ha perduto la propria.
Creduta autentica per circa vent'anni, nel 2008 la storia si rivelò un falso, scaturito anche da problemi psicologici dell'autrice, che venne condannata a un risarcimento all'editore.

## Edizioni
- Misha Defonseca, Sopravvivere coi lupi, traduzione di De Vizzi A. - Gini M. G., Ponte alle Grazie, 1998,  p. 266, ISBN 88-7928-423-1.